# 国军第一兵团
国军第一兵团，1948年3月在长春组建。东北剿匪总司令部副总司令、吉林省政府副主席郑洞国兼任兵团司令。1948年10月19日在长春撤销。

## 编制
- 新编第七军
  - 新编第三十八师
  - 暂五十六师：前身是满洲国铁石部队。驻长春的东北第十一保安区于1947年12月改编。7000余人
  - 暂六十一师：由地方团队改编而成。7000余人
- 第六十军
  - 第一八二师、
  - 暂编第二十一师
  - 暂编第五十二师：1946年11月成立东北第四保安区，辖第六保安团（驻吉林）、第七保安团（驻长春）、第十二保安团（驻怀德）、第十九保安团（驻磐石），人数为3101人。1947年11月，改编为暂五十二师。
- 骑兵第一旅
- 骑兵第二旅
- 吉林省保安旅
- 吉林师管区
- 联勤16兵站支部
- 空军航站
- 国防部保密局北满站
- 长春警备司令部
- 新1军留守处
- 青年教导第1团